# Ichneumon suburbanus
Ichneumon suburbanus là một loài tò vò trong họ Ichneumonidae.